# Albert Eulenburg
Albert Eulenburg (ur. 10 sierpnia 1840 w Berlinie, zm. 3 lipca 1917 tamże) – niemiecki lekarz, psychiatra, seksuolog, neurolog.

## Życiorys
Urodził się w Berlinie w 1840 roku jako syn lekarza ortopedy Michaela Moritza Eulenburga (1811–1887). Jego bratem był wydawca muzyczny Ernst Eulenburg (1847-1926). Studiował medycynę w Berlinie, Bernie i Zurychu. Jego nauczycielami byli m.in. Johannes Peter Müller, Ludwig Traube i Albrecht von Gräfe. 31 maja 1861 roku otrzymał tytuł doktora medycyny. Następnie do 1874 roku pracował jako Privatdozent na Uniwersytecie Fryderyka Wilhelma w Berlinie, do 1882 roku był profesorem zwyczajnym farmakologii na Uniwersytecie w Greifswaldzie. Później powrócił do Berlina i wykładał jako profesor neurologii, kierował też tamtejszą polikliniką chorób nerwowych.
Razem z Magnusem Hirschfeldem i Iwanem Blochem był założycielem Towarzystwa Seksuologii i Eugeniki (Ärztliche Gesellschaft für Sexualwissenschaft und Eugenik), pierwszego tego typu stowarzyszenia na świecie. Pełnił funkcję pierwszego przewodniczącego tego towarzystwa.
W 2008 roku ukazała się biografia Eulenburga autorstwa Karoli Tschilingirov.

## Dorobek naukowy
Między 1880 a 1914 ukazały się cztery wydania jego 15-tomowej encyklopedii medycznej, Real-Encyclopädie der gesammten Heilkunde. Był redaktorem „Zeitschrift für Sexualwissenschaft”.
Jako pierwszy opisał paramiotonię wrodzoną, określaną niekiedy jako choroba Eulenburga. Ponadto, w 1878 roku wprowadził do medycyny pojęcie urazu psychicznego. W 1863 przedstawił pierwszy opis wady wrodzonej łopatki, znanej dziś jako deformacja Sprengla.
Był jednym z pierwszych lekarzy proponujących stosowanie ergotaminy w leczeniu migren. Praca Eulenburga na ten temat ukazała się w 1883 roku. W 1902 roku ukazała się jego monografia poświęcona zagadnieniu algolagni, Sadismus und Masochismus.

## Wybrane prace
- Ueber den Einfluss von Herzhypertrophie und Erkrankungen der Ilirnarterien auf das Zustandekommen von Haemorrhagia cerebri[11]. (1862)
- Merkwürdige Verhältnisse eines coxalgischen Beckens[12]. (1866)
- Ueber die physiologische Wirkung des Bromkalium[13]. (1867)
- Sphygmographische Untersuchungen über den Carotispuls im gesunden und kranken Zustande[14]. (1868)
- Ein Fall von Lipomatosis musculorum luxurians an den unteren und progressiver Muskelatrophie an den oberen Extremitäten[15]. (1870)
- Ueber successives Auftreten diffuser Muskelerkrankungen bei Geschwistern[16]. (1871)
- Eulenburg A, Guttmann P. Die Pathologie des Sympathicus auf physiologischer Grundlage. Berlin: A. Hirschfeld, 1873
- Real-Encyclopädie der gesammten Heilkunde. Wien: Urban und Schwarzenberg, 1880–1883. 15 Bände
- Über eine familiäre, durch sechs Generationen verfolgbare Form congenitaler Paramyotonie. Neurologisches Centralblatt 12 (1886) 265–272
- Sexuale Neuropathie. Genitale Neurosen und Neuropsychosen der Männer und Frauen. Leipzig: Vogel, 1895
- Der Marquis de Sade. Vortrag gehalten im Psychologischen Verein in Berlin. Dresden: H. R. Dohrn, 1901
- Sadismus und Masochismus. Wiesbaden: Verlag J.F. Bergmann, 1902 (= Grenzfragen des Nerven- und Seelenlebens 19)
- Kinder- und Jugendselbstmorde. Halle/Saale: Marhold, 1914. (= Sammlung zwangloser Abhandlungen aus dem Gebiete der Nerven- und Geisteskrankheiten 10.6)
- Moralität und Sexualität. Sexualethische Streifzüge im Gebiete der neueren Philosophie und Ethik. Bonn: Marcus & Weber, 1916